# Транспорт у Копенгагені
Транспорт у Копенгагені та околицях має налагоджену інфраструктуру, яка складається з автомобільної і залізничної мереж  та міжнародного аеропорту. 
Завдяки своїм численним велосипедним доріжкам Копенгаген вважається одним з найбільш велосипедних міст у світі. Системи метро та S-поїзда є ключовими особливостями добре розвинених міських транспортних засобів. З липня 2000 року міст Ересунд служив автомобільним та залізничним сполученням з Мальме у Швеції. Місто також обслуговується поромними сполученнями з Осло в Норвегії. Є портом заходу для круїзних суден.

## Дороги

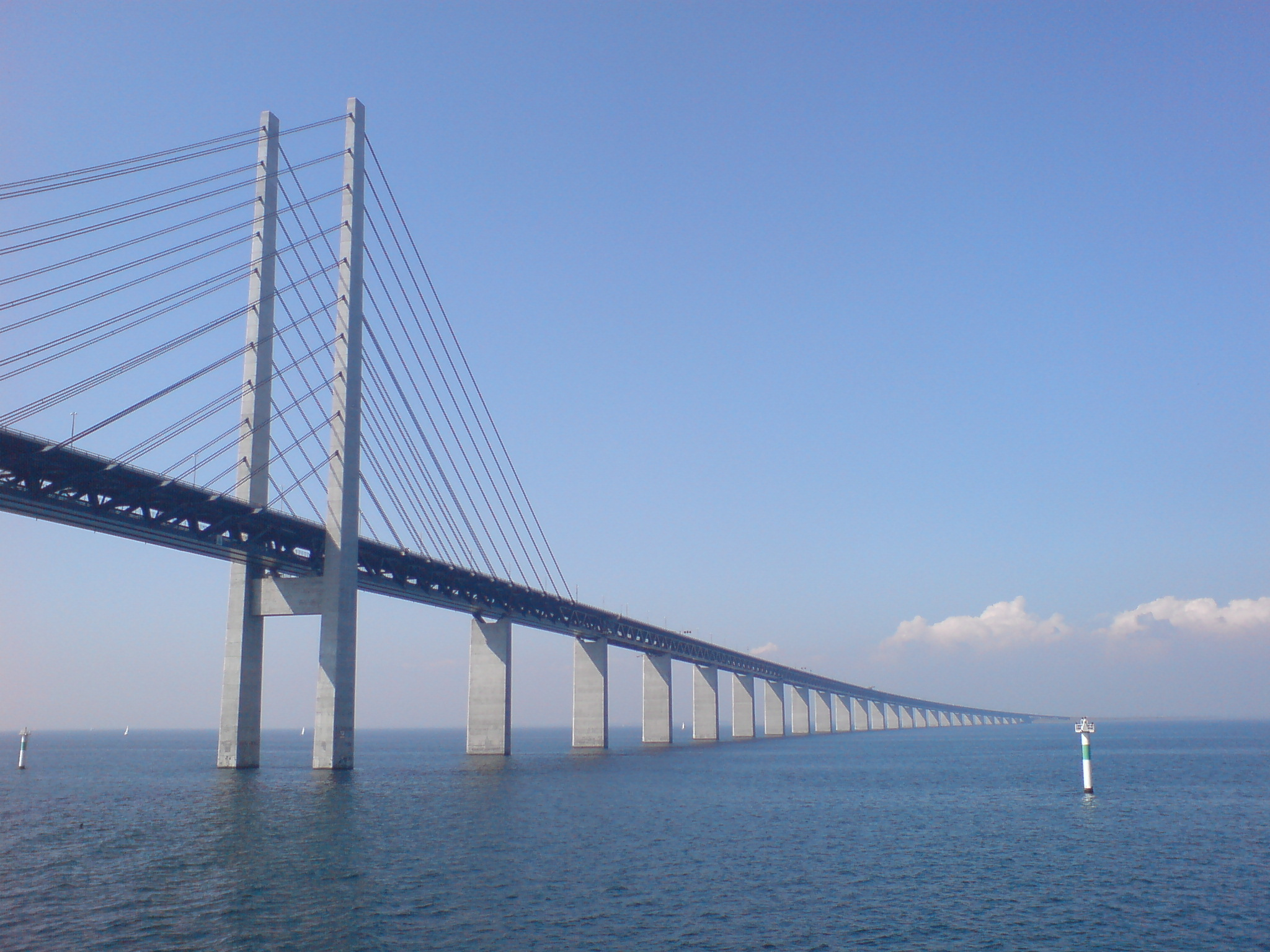
Міст Ересунд, що з’єднує Данію та Швецію.

Копенгаген має велику мережу безкоштовних автомагістралей та громадських доріг, що з'єднують різні муніципалітети міста.  Як і в багатьох інших містах Європи, у Копенгагені збільшується рух транспорту. Радіальні артеріальні дороги, що ведуть до центру Копенгагена, критично перевантажені. 
У червні 2011 року піднялися бурхливі політичні переговори про плани щодо плати за дороги навколо Копенгагена з метою боротьби із заторами автомобілів та покращення якості повітря. 

## Велоспорт

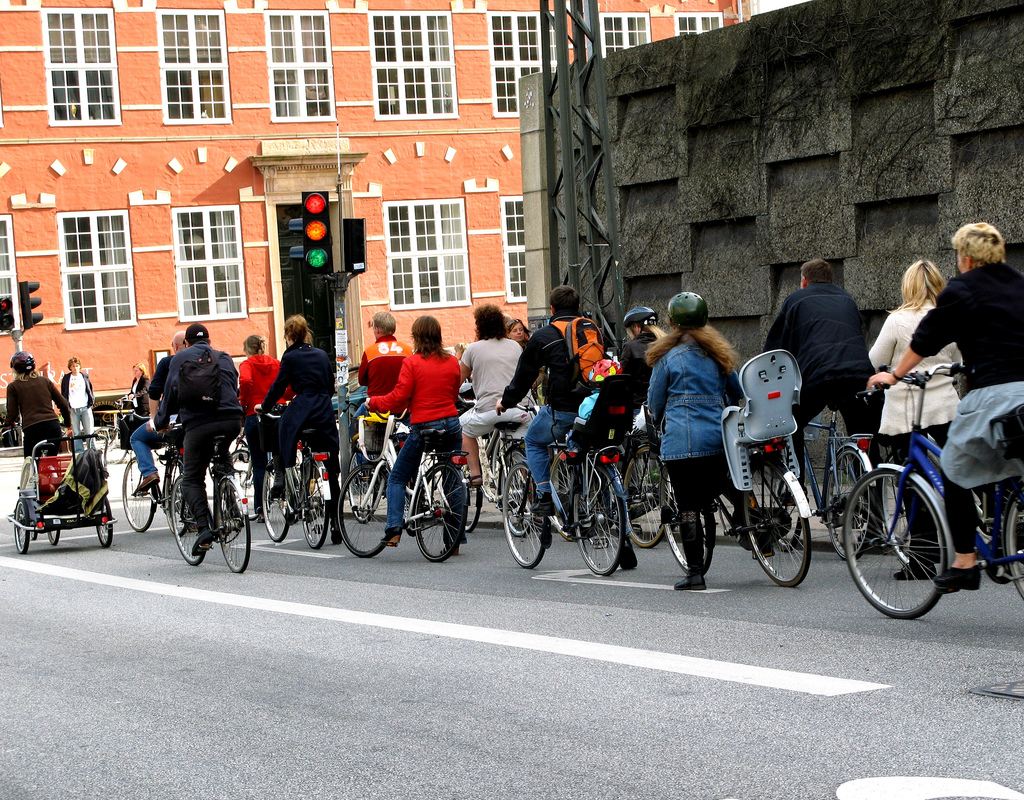
Велоспорт на роботу

Копенгаген відомий як одне з найбільш велосипедних міст у світі.  Щодня  45% усіх громадян їдуть на роботу, в школу чи університет на велосипеді.  Міські велосипедні доріжки та велодоріжки великі та добре використовуються. Велосипедні доріжки часто відокремлені від основних смуг руху, а іноді мають власні сигнальні системи, що дає велосипедистам можливість пришвидшити пару секунд.
Муніципалітет розробляє систему взаємопов'язаних зелених велосипедних маршрутів, зелених доріг з метою  сприяння швидкому, безпечному та приємному велосипедному транспорту. Мережа охоплюватиме понад 100 км (62 миля) і матиме 22 маршрути після закінчення. Місто пропонує громадські велосипеди, які можна знайти в усьому центрі міста.
Добре розвинена велосипедна культура Копенгагена відображається у використанні копенгагенізу для опису практики інших міст, що приймають велосипедні доріжки в стилі Копенгагена та велосипедну інфраструктуру.   На визнання того, як Копенгаген робить акцент на велосипеді, місто було обрано Міжнародним Союзом Велосипедів своїм першим офіційним Велосипедним Містом . Bike City Copenhagen проходив з 2008 по 2011 рік і складався з великих велосипедних подій як для професіоналів, так і для аматорів, що завершились чемпіонатом світу 2011 року на дорогах UCI .

## Громадський транспорт
Копенгагенське метро ( дан. Københavns Metro) — це цілодобова система швидкого транзиту, що обслуговує Копенгаген, Фредеріксберг і Торнбі в Данії. Вагони метро AnsaldoBreda Driverless Metro доповнюють більшу систему швидкого транзитного руху S-train та інтегровані з місцевими поїздами DSB та автобусами Movia. У метро 22 станції, з них 9 підземних. У 2011 році метро перевезло 54,3 мільйона пасажирів.  Лінія міського кола ( Cityringen ) або M3, розширення Копенгагенського метро, було відкрито в 2019 році. Відгалуження лінії М4 Нордгавна відкрито в березні 2020 року з обговоренням планів щодо трьох додаткових ліній М5, М6 і М7  Окрема лінія метро - Метро Ересунд, що з'єднує Копенгаген з Мальме, знаходиться на розгляді.

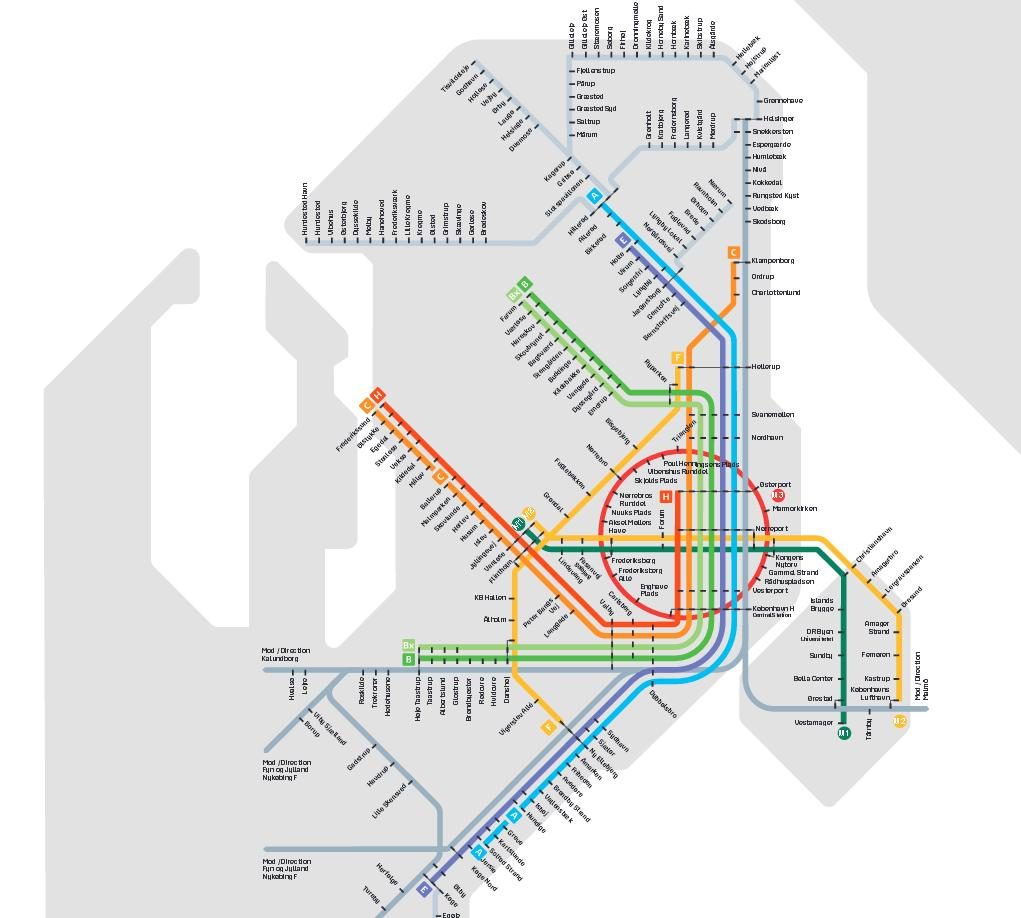
Схематична карта S-поїздів та метро в Копенгагені та його околицях

S-поїзд ( дан. S-tog) мережа — метроподібна міська мережа швидкого транзиту, що в основному обслуговує міський район Копенгагена. Він з'єднує центр міста та внутрішні райони з зовнішніми районами Копенгагена. Станом на січень 2009 року їх нараховується 170 км (106 миля) двоколійних та 84 залізничних станцій, з яких вісім — у сусідніх містах за межами великого Копенгагена. Система має чотири основні лінії і їх колії повністю відокремлені від усього іншого руху.  Кожна лінія працює з частотою шість поїздів на годину протягом дня. Через центр міста, де сходяться три з чотирьох ліній, поїзди можуть ходити  кожні дві-три хвилини. Четверта лінія, Рінгбанен, йде іншим шляхом через місто і має робочу частоту 12 поїздів на годину. Деякі відомі S-Вокзали в центрі Копенгагена є Hovedbanegården , Валбо, Nørreport, Østerport, Norrebro і типові розв'язки Ny Ellebjerg, Danshøj, Flintholm, Ryparken, Svanemøllen та Hellerup . У Копенгагені Система S-Train є основним залізничним транспортом . У 1990-х рр. Було прийнято рішення доповнити S-поїзди системою метро.
Регіональні поїзди Регіональні поїзди однаково важливі для транспорту в межах столичного району Копенгагена. Якщо S-поїзд курсує паралельно, відстань між регіональними залізничними станціями більше, ніж там, де є лише регіональні поїзди. Регіональні поїзди також курсують за межами столичного району (що також дорівнює площі системи квитків для всього громадського руху в межах Копенгагена). Для поїздок за межі цієї області потрібно придбати квиток іншого типу. 
Місцеві поїзди у північному та південному передмістях мають три різні системи. Вони працюють на неелектризованих коліях. Більшість місцевих поїздів починаються на станціях, де закінчуються S-поїзди або регіональні поїзди. Місцеві поїзди включені до системи квитків столичного району.
Трамваї. У 1863-1972 рр. у Копенгагені була дуже добра трамвайна мережа. Найбільш розгалужена мережа налічувала понад двадцять ліній.  
Легка залізниця  запланована  для підключення зовнішнього передмістя запрацює, як очікується, в 2025 році.

### Сіті Пасс, центральні станції міського транзиту в Копенгагені
Одноразові зони тарифів 1-4 складають район, відомий як "Міський пропуск". City Pass — це квиток, дійсний на весь громадський транспорт у районі City Pass.   З літа 2019 року у районі City Pass буде загалом 64 станції міського транзиту. За видами (видами) залізничного транспорту будуть:
- 30 станцій лише з послугою метро.
- 21 станція лише з S-поїздами.
- 1 станція лише з регіональним залізничним сполученням.
- 4 станції з послугами метро та S-поїзда (але немає регіонального поїзда).
- 3 станції з S-поїздом та регіональним поїздом (але без метро).
- 2 станції з метро та регіональним поїздом (але немає S-поїзда).
- 3 станції з метрополітеном, S-поїздом та регіональним залізничним сполученням.
- Tally: 64 станції.

### Внутрішні та міжнародні поїзди
Центральний вокзал Копенгагена забезпечує Копенгаген поїздами Інтерсіті та Експрес через Данію та послугами з декількох міжнародних напрямків. Повторні регіональні поїзди з'єднують основні частини Зеландії зі столицею. Міжміські поїзди курсують з Копенгагена вдень і слугують сполучною ланкою між великими містами та селищами Данії.  Вони включають 10 найбільших міст за межами Копенгагена Орхус, Оденсе, Ольборг, Есб'єрг, Рандерс, Кольдінг, Хорсенс та Роскільде. Прямі міжнародні поїзди з'єднуються зі Стокгольмом, Гамбургом та Берліном кілька разів на день, а поїзд EuroNight обслуговував пункти призначення аж до Праги, Амстердама та Базеля, але закрився в листопаді 2014 року.

### Квитки
Є 193 залізничні станції, більшість із яких мають сполучені автобусні сполучення. Це посилання [Архівовано 23 лютого 2014 у Wayback Machine.] показує всі лінії, станції та зони тарифів. Місцева зона руху Копенгагена поділена на 95 зон. Зони 1, 2 та 3 складають міське ядро Копенгагена. Один і той самий квиток діє для поїздок в автобусах, поїздах та метро. Касові автомати встановлені на всіх станціях. Квитки також можна придбати в автобусах та на касах, розташованих на великих станціях. Вартість квитка всередині зони місцевого руху Копенгагена залежить від відстані. Штраф за відсутність дійсного квитка становить 750 крон.
Проїзна картка — це електронна система квитків на данський громадський транспорт. Система є спільною роботою між DSB, HUR, Ørestadsselskabet та різними регіональними автобусними компаніями. Система замінить поточну систему квитків на зону. Натомість тарифи розраховуватимуться з відстані, здійсненої від початку подорожі до кінця. 

### Аеропорти

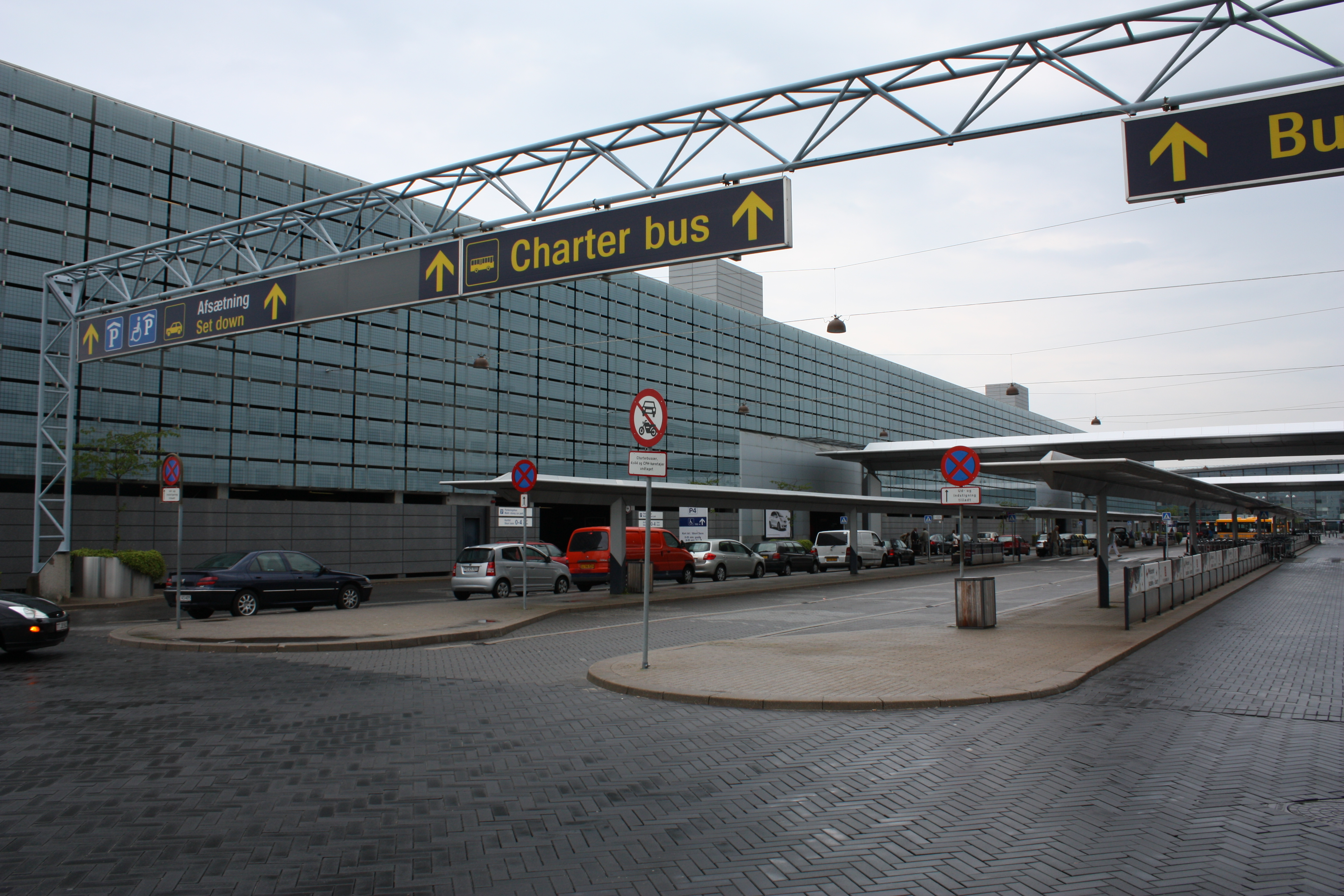
Вид за межами аеропорту Копенгагена, Каструп, найбільший у Скандинавії

Аеропорт Копенгагена ( дан. Københavns Lufthavn   ), офіційно, Копенгагенський аеропорт, Каструп ( Københavns Lufthavn, Kastrup ; (IATA: CPH, ICAO: EKCH)       ) - основний аеропорт, що обслуговує Копенгаген. Він найбільший у Скандинавії та 17-й у Європі.  Розташований аеропорт у Каструпі на острові Амагер. Має зручне сполучення з центром Копенгагена за допомогою метро та регіональних поїздів. Для значної частини півдня Швеції це найважливіший міжнародний аеропорт. Аеропорт Копенгагена є головним вузлом для SAS та Норвегії, він пропонує часті рейси до більшості великих міст Європи, а також міжконтинентальні рейси до США,Таїланду, Китаю, північної Африки та Об'єднаних Арабських Еміратів . 
Аеропорт Роскільде ( дан. Roskilde Lufthavn   ), офіційно, Копенгагенський аеропорт, Роскільде ( дан. Københavns Lufthavn, Roskilde   ); (IATA: RKE, ICAO: EKRK) знаходиться за 30 км (19 міль) на захід від Копенгагена з двома злітно-посадковими смугами з обладнанням ILS .Аеропорт в основному використовується для авіаційних перевезень загальної авіації, польотних шкіл, ділових літаків та випадкових чартерних рейсів. Може використовуватися середніми літаками, хоча і не завжди при повній злітній вазі. Були затверджені плани розширення аеропорту Роскільде, але відсутність твердих зобов'язань авіакомпаній відклала розширення на невизначений час.
Гідролітак здійснює курс від  гавані Копенгагена до гавані Орхус4 рази на день.

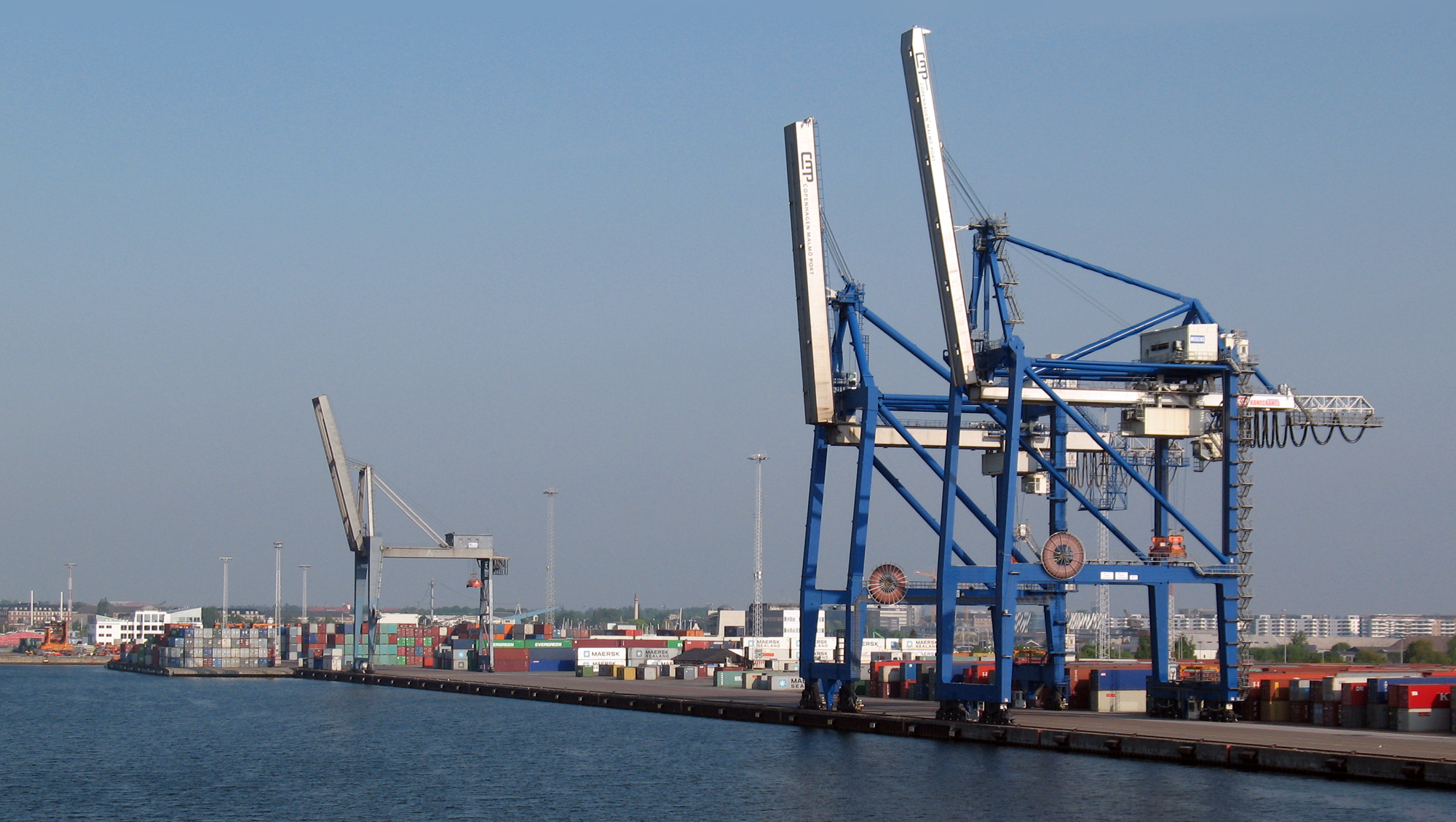
Контейнерний термінал в Копенгагені

Копенгаген має чотири лінії річкового трамвая, відомий як Копенгаген Харбор автобуси, обслуговуючи десять зупинок водного автобуса; шість з боку Зеландії гавані і чтири з боку Амагер, від Слусехолмена на півдні до Хольмена на півночі.
Копенгаген щоденно обслуговується поромними лініями до Осло в Норвегії.  З Коге до Борнхольма є пором, або ж поїздом до Істада, з яким можна швидко доїхати до Борнхольма.
Гавань Копенгагена значною мірою втратила своє промислове значення. У 2001 році гавань Копенгагена як організація об'єдналася з гаванню в Мальме, щоб створити порт Копенгаген-Мальме. Він має кілька функцій, найважливішим з яких є головне місце круїзу. У 2007 році Копенгаген відвідали рекордні 286 круїзних лайнерів із 420 000 круїзних пасажирів. У 2012 році ця кількість зросла до 372 круїзних суден та 840 000 пасажирів. В результаті зростання обсягів круїзної індустрії розширюються та вдосконалюються.

### Міжміський автобус
У Копенгагені немає міжміського автобусного терміналу. Більшість національних та міжнародних автобусів, які курсують центральним містом, мають основну зупинку в Копенгагені на Інгерслесгаде. Сюди входять автобуси для Nettbuss express, Swebus Express, Flixbus та Eurolines . 